# 타나야 비티
타나야 비티(Tanaya Beatty, 1991년 2월 12일 ~ )는 캐나다의 배우이다.
밴쿠버에서 태어났다.

## 영화
- 미래의 범죄들 (2022년) - 버스트 역
- 쓰루 블랙 스프루스 (2018년)
- 몬태나 (2017년)